# Ama, credi e vai
Ama, credi e vai è una canzone interpretata dal tenore italiano Andrea Bocelli e dalla cantautrice rock Gianna Nannini, pubblicato come CD singolo nel 2006. "Because We Believe" con Marco Borsato ha raggiunto la prima posizione in classifica in Germania e nei Paesi Bassi (per 5 settimane) e la quarta in Belgio (Vl).

## Tracce
1. Ama, credi e vai
2. Because We Believe
3. Ama, credi e vai (Instrumental)
4. Ama, credi e vai (Edit version)

## Classifica italiana
| Posizione | 11 | 16 | 17 | 20 |